# Giorno dei morti (America)
Il Giorno dei morti (in spagnolo Día de los muertos o Día de muertos) è una celebrazione messicana relativa al ricordo dei defunti; di origine precolombiana, ha luogo nei primi giorni di novembre, in concomitanza con la celebrazione cattolica dei defunti. La festa viene celebrata con musica, bevande e cibi tradizionali dai colori vivi, combinati a numerose rappresentazioni caricaturali della morte. Esistono nel continente sudamericano celebrazioni simili, come il giorno delle anime in Brasile, anche se in questo caso non si tratta di tradizioni precolombiane.
La celebrazione, che si tiene in genere tra il 28 ottobre e il 2 novembre, commemora i defunti per tipo di morte ed età: per esempio il 28 ottobre alcune comunità celebrano i morti per incidente e suicidio, con apposizione di fiori e candele sul luogo dove la morte è avvenuta. Il 31 ottobre è uso rendere omaggio ai bambini, la cui anima si ritiene ascenda direttamente in cielo; i primi due giorni di novembre sono invece dedicati agli altri scomparsi.

## Storia
Questa festa porta avanti una tradizione antichissima grazie al sincretismo tra l'antica cultura preispanica e il cattolicesimo.
Il culto dei morti era importantissimo per le popolazioni preispaniche. I sacrifici umani che venivano consumati avevano lo scopo di mantenere l'equilibro tra vita e morte perché il sangue feconda la terra rendendola fertile per la nuova vita.
Vita e morte si intrecciavano ed erano una cosa sola.
Per gli antichi mesoamericani la morte non aveva le connotazioni morali della religione cattolica, nella quale le idee di inferno e paradiso servono per punire o premiare.
Al contrario, essi credevano che le rotte destinate alle anime dei morti fossero determinate dal tipo di trapasso e non causate dal loro comportamento in vita.

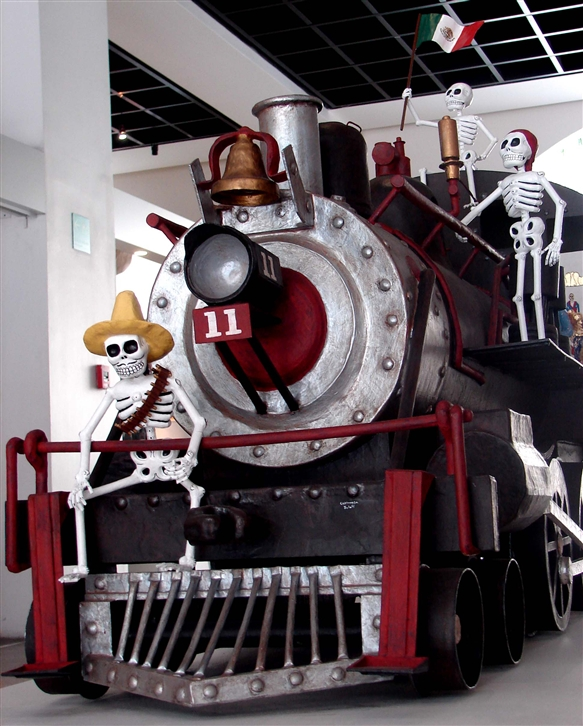
Scultura con scheletri fatta per la Giornata dei Morti al Museo de Arte Popular, Città del Messico

Le direzioni che potrebbero prendere i morti sono:
Il Tlalocan o paradiso di Tláloc, dio della pioggia. In questo luogo si dirigevano quelli che morivano in circostanze relazionate all'acqua: per annegamento, coloro che morivano per malattie come l'edema, la scabbia o le pustole, così come i bambini sacrificati al dio.
Il Tlalocan era un posto di riposo e di abbondanza.
Benché i morti fossero generalmente cremati, i predestinati a Tláloc erano sepolti, come i semi, per germinare.
L'Omeyocan, paradiso del sole, presieduto da Huitzilopochtli, il dio della guerra. In questo posto arrivavano solo i morti in combattimento, i prigionieri sacrificati e le donne che morivano durante il parto. Queste donne erano comparate ai guerrieri, poiché avevano simbolicamente compiuto una battaglia, e venivano seppellite nel patio del palazzo, affinché accompagnassero il sole dallo zenit al tramonto. Queste donne diventavano idealmente le compagne del sole.
L'Omeyocan era un posto di godimento permanente, nel quale si festeggiava il sole accompagnati con musica, canti e balli.
I morti che andavano all'Omeyocan, dopo quattro anni tornavano al mondo, convertiti in uccelli di piume multicolori.
Il Mictlán, era destinato alle morti naturali. Questo posto era abitato da Mictlantecuhtli e Mictacacíhuatl, signore e signora della morte. Era un posto cupo, senza finestre, dal quale era impossibile uscire. La strada per arrivare al Mictlán era tortuosa e difficile poiché le anime dovevano transitare in posti differenti per quattro anni. Dopo questo periodo di transizione, le anime arrivavano al Chicunamictlán, luogo dove riposavano. Un aiuto al superamento del percorso veniva offerto da un cane sepolto con il defunto, che avrebbe aiutato l'uomo ad attraversare un fiume fino ad arrivare davanti a Mictlantecuhtli. Il defunto portava in offerta al dio fagotti di fiaccole e canne di profumo, cotone, fili colorati e coperte. Chi arrivava al Mictlán riceveva in dono quattro frecce e quattro fiaccole legate con filo di cotone.
I bambini morti arrivavano in un luogo speciale, chiamato Chichihuacuauhco, dove si trovava un albero dai cui rami gocciolava latte. I bambini sarebbero rimasti in questo luogo fino alla fine della razza umana, e successivamente rimandati sulla terra per ripopolarla.
I funerali precolombiani erano accompagnati da offerte che contenevano due tipi di oggetti: quelli che, in vita, erano stati utilizzati dal defunto e quelli che avrebbero potuto servirgli nel suo transito all'altro mondo. Per questo l'oggettistica funeraria era molto variegata: strumenti musicali di fango, ocarine, flauti e sonagli a forma di teschi, sculture che rappresentavano gli dei della morte, crani di diversi materiali (pietra) giada, vetro, bracieri, incensieri ed urne.
Le date in onore dei morti sono ed erano molto importanti, tanto che venivano dedicati loro due mesi. Durante il mese chiamato Tlaxochimaco, si portava a termine la celebrazione denominata Miccailhuitontli o Festa dei morti, attorno al 16 di luglio. Questa festa iniziava quando si tagliava l'albero chiamato xocotl, gli veniva tolta la corteccia e adornato con fiori ed offerte.
Nel decimo mese del calendario azteco, si celebrava l'Ueymicailhuitl, o festa dei morti grandi. Questa celebrazione si portava a termine attorno al 5 di agosto, alla caduta dello xócotl. In questa festa si svolgevano processioni che si concludevano con ronde intorno all'albero. Al termine della festa si abbatteva il xócotl per concludere le celebrazione. Durante tutto l'evento venivano collocati altari per ricordare i morti, usanza tuttora in uso.
Quando gli spagnoli arrivarono in America nel XVI secolo, fusero i propri riti a quelli degli indigeni locali, dando luogo ad un sincretismo che mescolò tradizioni europee e precolombiane. Facendo coincidere il giorno di tutti i Santi con la festa mesoamericana si creò il Giorno dei Morti. Tra il XVII e XVIII secolo, la Morte viene rappresentata incoronata e seduta su un trono oppure intenta a danzare. Sul finire del XIX secolo José Guadalupe Posada ha creato una versione personale della Santa Muerte diventata di moda negli ultimi anni e conosciuta con il nome di Catrina. Nell'ultimo secolo è diventato di moda tatuarla.
Le comunità indigene continuano ancora oggi a portare avanti la tradizione di questa festa. La morte è vista come una continuazione della vita e l'aldilà viene immaginato simile al nostro mondo dove si vive come sulla Terra. Durante la festa però è possibile ricongiungersi con i propri cari risalendo nel mondo dei vivi.

## El Día de Muertos
Durante la tradizionale festa dei Morti si fa visita ai cimiteri e si adornano le tombe dei propri cari con candele, fiori, pane, vino e piatti speciali in onore degli antenati. Molti lasciano il letto libero per le anime dei defunti la notte del 1º novembre.

### Preparativi
Per prepararsi agli importanti festeggiamenti e acquistare l'occorrente, vengono allestiti dei piccoli mercati di strada chiamati tianguis: le bancarelle espongono alimenti, candele, incensi e fiori, ed anche i famosi striscioni messicani colorati con immagini ritagliate.

### L'altare
L'altare deve essere allestito facendo attenzione a rappresentare i quattro elementi: acqua, aria, terra e fuoco e viene solitamente collocato in salotto o sala da pranzo per la condivisione con tutta la famiglia. A volte gli altari vengono fatti di Poaceae (Graminacee) con tetti di palma o di foglie di banano usando i petali di tagetes erecta per fare un percorso dall'entrata all'altare per dirigere il cammino delle anime. Sull'altare vengono posti diversi elementi importanti, alcuni variano da città a città anche per l'ordine considerato valido. Si tende a creare un altare a più livelli e ogni livello rappresenta un elemento e un passo dalla terra al cielo. La prima cosa da fare è inserire le foto di coloro che vogliamo ricordare sull'altare.
Offerte
Le offerte sono la base fondamentale dell'altare e ogni offerta deve essere pensata per una persona specifica in modo da personalizzarla e brindare ai propri antenati o anche a persone storiche o mitiche di grande importanza per noi. I morti non possono consumare i cibi fisicamente ma si alimentano con la loro essenza
Candele e incenso Copale
La luce delle candele e il fumo del copale permette ai defunti di non smarrire la strada illuminando il loro cammino fino alla casa dei loro cari tra i vivi.
Sale
L'essenza del sale è un ingrediente antichissimo e fondamentale, oltre a rappresentare il sapore della vita, permette ai defunti di proseguire il percorso nell'aldilà.
Fiori
Tra i vari fiori il più tradizionale che non deve mancare sull'altare è il Cempaxòchitl (tagetes erecta o Garofano d'India) che viene chiamato in Messico anche "fiore dei morti". Altri fiori molto usati sono la celosia cristata (cresta di gallo in Messico chiamata pata de leòn o terciopelo).
Vestiti
Spesso vengono posti sull'altare degli abiti da donare ai defunti che così possono cambiarsi di abito.
Cibi e bevande
L'acqua è sempre gradita alle anime che si incamminano in un lungo viaggio fino al mondo dei vivi, la bevono appena giunti per dissetarsi dal viaggio. Alcuni alimenti tipici sono: frutti acidi, agrumi, semidolci, i tamales, carne ed erbe aromatiche. Si cucinano e si donano principalmente i cibi e le bevande (tra cui bibite e alcolici) che più piacevano al defunto, cercando di fare sia salato che dolce. Tra i forti alcolici tradizionali (aguardiente) si trovano tequila e mezcal, ma anche birra e vino. Il tabacco (sigari o sigarette) si inserisce se il defunto era un fumatore. I dolci tradizionali da mettere sull'altare sono il pan de muerto (dolce tipico di questa festa che non viene fatta in nessun altro momento dell'anno), i teschi di zucchero (sulla cui fronte viene scritto il nome del defunto o dei vivi che lo mangiano per dare un tono umoristico alla festa), il cioccolato, l'amaranto e il caffè. Questo banchetto serve per ricordare al defunto le gioie della vita e condividerle con i propri cari.
Togliere l'altare
Una volta terminata la festa, dopo che l'anima dei defunti si è cibata dell'essenza degli alimenti, i resti vengono consumati dai familiari e amici vivi per ricordare il defunto e unire la famiglia.

## Film che parlano del Giorno dei Morti in Messico
- Sotto il vulcano
- Il libro della vita
- Coco
- Spectre